# 12195 Johndavidniemann
12195 Johndavidniemann este o planetă minoră (asteroid), cu un diametru de 3,594 km, din centura de asteroizi. A fost descoperită pe 25 iunie 1979 la Observatorul Siding Spring de Eleanor F. Helin. 
Obiectul prezintă o orbită caracterizată de o semiaxă mare de 2,1939282 UAi, o excentricitate de 0,17, o înclinație de 2,80109 ° în raport cu ecliptica.